# Tour du Bacha
Pour les articles homonymes, voir Bacha.
La tour du Bacha est une tour située sur la commune de Deneuvre, dans le département de Meurthe-et-Moselle en région Grand Est.

## Localisation
L'édifice est situé sur les références cadastrales AB 340, rue du Bacha au lieu-dit des Fossés.

## Historique
La tour date de l'époque gallo-romaine.
La tour antique, à l'exclusion de la maison d'habitation, est inscrite au titre des monuments historiques par arrêté du 4 octobre 2000.